# Municipio Alto Orinoco
El Municipio Autónomo Alto Orinoco forma parte del Estado Amazonas en Venezuela. En el municipio tiene su nacimiento el río más importante de Venezuela, el río Orinoco. La capital del municipio es el poblado de La Esmeralda. Tiene una superficie de 50 850 km² y una población de 8492 habitantes (censo 2023).

## Toponimia
El municipio toma su nombre a su ubicación geográfica, ya que se encuentra en la cuenca alta del río Orinoco, donde este río nace.

## Historia
Disuelta la Comisión de Límites Española por Real Orden en 1760, Iturriaga y Solano regresaron a España y formularon ante la Corte una serie de planteamientos para asegurar el dominio Español en las posesiones del Orinoco y el Río Negro. De esos planteamientos surgió la decisión real de crear sendas Comandancias. El 17 de marzo de 1767, Diez de la Fuente —Lugarteniente de Solano— arriba a la Esmeralda acompañado de sesenta españoles y de los caciques Wadena y Wasaha, quienes encabezan un grupo de 3000 indígenas. Y con esas 3000 personas se recomienza el desarrollo de la Esmeralda, fundan con Padres Capuchinos la Misión de San Francisco de la Esmeralda.
El municipio es reconocido como una división territorial por el gobierno de Antonio Guzmán Blanco el 10 de diciembre de 1880 cuando lo reconoce como una de las dos divisiones del actual estado Amazonas.
En el cerro Delgado Chalbaud, ubicado a 1047 m s. n. m. se encuentran las fuentes del mismísimo río Orinoco descubiertas en 1951 por la expedición franco - venezolana encabezada por el mayor del ejército venezolano Frank Risquez Iribarren.
En 2004 Jaime Turon de Acción Democrática es electo alcalde con el 40% de los votos, en 2007 son adelantadas las elecciones municipales resultando electo el independiente Jesús Manosalva.

## Geografía

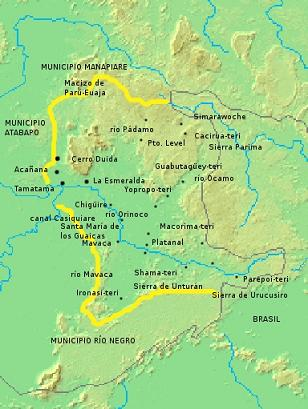
Relieve del Alto Orinoco.

El municipio tiene una extensión mayor a la de los Países Bajos o una comparable a la de Costa Rica. La mayor parte del territorio es selvático o de sabanas. Numerosos ríos cruzan el territorio. El Orinoco nace en la Sierra Parima, que marca los límites orientales. Algunos de los otros ríos principales que surcan por el Alto Orinoco son: el Mavaca, el Ocamo y el Casiquiare.
La Sierra Parima se extiende en la parte oriental del municipio.
Muchas comunidades ante todo en la parte meridional y sureste tienen un nombre que termina en -teri, un sufijo que las lenguas yanomami frecuentemente usan en topónimos para indicar el lugar de una comunidad.

### Límites
- Al norte: Municipio Manapiare.
- Al sur: Municipio Río Negro.
- Al este: Brasil.
- Al oeste: Municipio Atabapo.

### Organización parroquial
| Parroquia              | Superficie | Población   | Densidad     |
| ---------------------- | ---------- | ----------- | ------------ |
| Huachamacare           | km²        | 7 487 hab.  | hab./km²     |
| La Esmeralda           | km²        | hab.        | hab./km²     |
| Marawaka               | km²        | 298 hab.    | hab./km²     |
| Mavaca                 | km²        | 1 289 hab.  | hab./km²     |
| Sierra Parima          | km²        | 3.613 hab.  | hab./km²     |
| Municipio Alto Orinoco | 50 850 km² | 12 687 hab. | 0,4 hab./km² |

## Economía
En este municipio, tanto la explotación forestal, como la agricultura y la pesca, se desarrollan de manera incipiente y se limitan a la subsistencia. La minería, aunque su extracción está prohibida, es llevada a cabo por grupos inescrupulosos sin regulación efectiva. Las autoridades no han implementado una protección adecuada para los yacimientos de bauxita, oro, diamantes, caolín, minerales raros, radioactivos y ferrominerales, lo que pone en riesgo estos recursos naturales.
La explotación de oro y diamantes está principalmente en manos de garimpeiros, en su mayoría emigrantes del nordeste de Brasil, quienes cruzan la frontera y deterioran las cabeceras de los ríos mediante el uso de mercurio, una sustancia altamente contaminante.
Más allá de una explotación racional de los recursos minerales, la verdadera oportunidad para el desarrollo futuro de este municipio radica en el turismo, a través de actividades como excursiones a la Orinoquia y el Cerro Autana, además de iniciativas de asesoramiento y planificación turística.

## Demografía
El municipio es uno de los pocos con una mayoría indígena. Entre los grupos étnicos que habitan la región se encuentran los maquiritares, que hablan un idioma de la familia Caribe (el yekuana) y los yanomamö, que hablan de preferencia una de las lenguas yanomami. También hay grupos de piaroas.

## Turismo

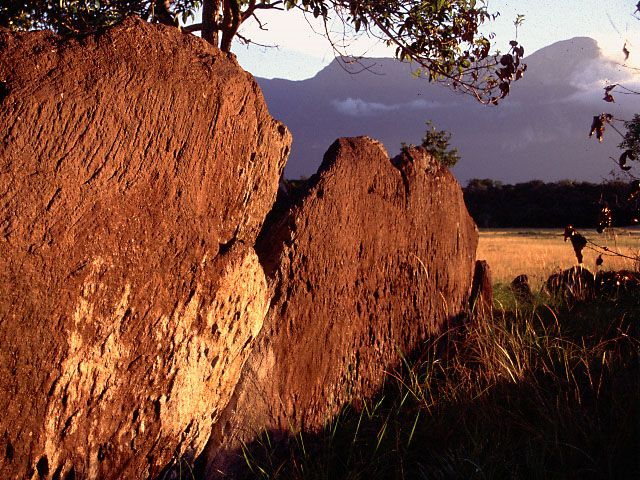
Cerro Duida, en La Esmeralda.

### La Esmeralda
- Las playas de Iguapo.
- Islas Chigüires.
- Parque nacional Cerro Duida en La Esmeralda.

### Huachamacare
- El Campamento Araguaney en Belén de Culebra.

## Cultura
Por poseer una gran cantidad de etnias indígenas, muchas de ellas tiene la tradición de masca de tabaco yanomami o Beenaje.

### Gastronomía
Para este municipio y su comunidad en general, uno de los tubérculos principales de su gastronomía es la yuca.
Se suele ver bebidas como la manaca, la cual es una bebida de color tinto donde suele haber la creencia que aumenta la hemoglobina, también esta presente la Cachiri una chicha hecha a base de yuca. Por otro lado, se suele ver y vender por las carreteras el llamado Catare, catara o yare, es un tipo de condimento a base de yuca, utilizado para guisos y salsas. Por estar en cercanías a grandes afluentes de aguas, predomina el consumo de pescado, entre los platos que se suelen preparar esta el cuajado de pescado y el pescado pilado.

## Política y gobierno

### Alcaldes
| Período     | Alcalde                 | Partido político / Alianza | % de votos | Notas |
| ----------- | ----------------------- | -------------------------- | ---------- | --- |
| 1995 - 2000 | Jaime Turón             | AD                         | -          | Primer alcalde bajo elecciones directas (se realizaron elecciones generales adelantadas en el 2000 debido a la aprobación de la Constitución de 1999) |
| 2000 - 2004 | Jaime Turón             | AD                         | 54,82      | Reelecto |
| 2004 - 2005 | Jaime Turón             | AD                         | 40,46      | Reelecto (No culminó Su periodo) |
| 2005 - 2007 | Mara Chamanare          |                            | -          | (Alcalde Interino) |
| 2007 - 2013 | Jesús Manosalva Serrano | IP                         | -          | Segundo alcalde bajo elecciones directas |
| 2013 - 2017 | Mara Chamanare          | PSUV                       | 50,78      | Tercera alcalde bajo elecciones directas |
| 2017 - 2021 | Ramiro Moi              | TUPAZ                      | 56,17      | Cuarto alcalde bajo elecciones directas |
| 2021 - 2025 | Ramiro Moi              | PSUV                       | 47,28      | Reelecto |

### Concejo municipal
Periodo 2021 − 2025
| Concejales:        | Partido político / Alianza |
| ------------------ | -------------------------- |
| Hoshami Oromaewe   | PSUV                       |
| Piloto Blanco      | PSUV                       |
| Ana Bastardo       | PSUV                       |
| Cristobal Poatoawe | TUPAZ                      |
| Mana Guape         | (Representación indígena)  |